# Прощайте, доктор Фрейд!
«Проща́йте, до́ктор Фрейд!» — российский комедийный фильм 2004 года. Режиссёрский дебют Марины Мигуновой.

## Сюжет
В семье главы треста, олигарха Паленина (Леонид Громов) начинают регулярно возникать сложности с подрастающим сыном Антоном (Виталий Гогунский). Для преодоления проблем его переходного возраста мать семейства Ирина (Юлия Рутберг) решает пригласить психотерапевта. Под его видом в дом проникает самозванец Иван Пятаков (Илья Древнов) — законспирированный налоговый инспектор. Вскоре в результате цепочки ситуаций, характерных для комедии положений, помощь психиатра становится необходима уже всем членам семьи Палениных.

## В ролях
- Илья Древнов — психоаналитик Иван Пятаков
- Юлия Рутберг — мать семейства Ирина Евгеньевна Паленина
- Виталий Гогунский — сын Антон Паленин
- Ирина Гринёва — Марьяша
- Леонид Громов — отец семейства Василий Николаевич Паленин
- Олег Леушин — управляющий фирмой Феликс
- Александра Назарова — бабушка Анна Павловна
- Елена Полякова — дочь Нина Паленина
- Сергей Чонишвили — антиквар Арнольд
- Вадим Михалёв — доктор Фрейд
- Алан Ужегов — генерал

## Критика
В обзорной статье журнала «Искусство кино» о наиболее заметных кинособытиях 2004 года фильму «Прощайте, доктор Фрейд!» дана негативная оценка:

Видно, как чужая для съёмочной группы обстановка — костюмы от Армани, лакированные «Бентли», коттеджи и бассейны — вызывает пиетет у тех, кто в ней работает. Уже и не слышно, и не интересно вовсе, о чём там говорят возле этого бассейна, замечаешь только, как актёры с гордостью и почтением отхлебывают мартини и стараются при этом не залить и не перекрыть своим телом дорогой реквизит, product placement. О чём, например, фильм «Прощайте, доктор Фрейд» Марины Мигуновой, дебют, между прочим? О бассейне, хорошей одежде и макияже — остальное к этому прилагается. По мне, уж лучше дебюты из тех, что называют «амбициозными экспериментами», — так хоть киноязыку учишься. А плоской тупой буржуазности хватает в гламурных журналах. И в сериалах.

## Награды и номинации
- 2004 год — фестиваль кино и театра «Амурская Осень». Приз «За лучший сценарий» Сценаристу Вадиму Михалёву и Марине Мигуновой. Приз «Лучший продюсер» Сергею Аршинову[2].
- 2004 год — кинофестиваль «Улыбнись, Россия!» (Великий Новгород, Россия), приз за режиссуру.

## Съёмочная группа
- Режиссёр: Марина Мигунова
- Автор сценария: Вадим Михалёв, Марина Мигунова
- Оператор: Григорий Яблочников
- Художник: Александр Даниленко
- Композитор: Виталий Гогунский